# Jung Da-eun
Jung Da-eun (koreanisch 정다은; * 26. Januar 2001) ist eine südkoreanische Schauspielerin.

## Biografie
Jung wurde am 26. Januar 2001 in Seoul geboren. Sie besuchte die Uijeongbu High School. Ihr Debüt gab sie 2016 in dem Film Summer Night. 2018 bekam sie eine Rolle in Shall We Do It Again. Im selben Jahr wurde sie für die Serie Boksoonoteu gecastet. Anschließend war sie 2019 in The Divine Fury zu sehen.
Danach spielte sie 2020 in der Serie Love Revolution mit. Ihre erste Hauptrolle bekam Jung 2021 in dem Film Aloners. 2023 setzte sie ihre Karriere in Bloodhounds fort.

## Filmografie (Auswahl)
Filme
- 2016: Summer Night
- 2018: Shall We Do It Again
- 2018: Yeojung saeng A
- 2019: The Divine Fury
- 2021: Aloners
- 2023: Daljjakjigeunhae: 7510

Serien
- 2018: Boksoonoteu
- 2019: Sikeurit Butikeu
- 2020: Love Revolution
- 2023: Our Blooming Youth
- 2023: Bloodhounds